# Воронін Михайло Якович
Михайло Якович Воронін (рос. Михаил Яковлевич Воронин, нар. 26 березня 1945, Москва, СРСР — 22 травня 2004, Красногорський район, Московська область, Росія) — видатний радянський гімнаст, дворазовий олімпійський чемпіон (1968), шестиразовий срібний призер (чотири рази 1968 та двічі 1972 років) та бронзовий призер (1968) Олімпійських ігор, дворазовий чемпіон світу.

## Виступи на Олімпіадах
| Олімпіада   | Дисципліна         | Місце |
| ----------- | ------------------ | ----- |
| Мехіко 1968 | абсолютна першість | 2     |
| Мехіко 1968 | командна першість  | 2     |
| Мехіко 1968 | опорний стрибок    | 1     |
| Мехіко 1968 | паралельні бруси   | 2     |
| Мехіко 1968 | перекладина        | 1     |
| Мехіко 1968 | кільця             | 2     |
| Мехіко 1968 | кінь               | 3     |
| Мюнхен 1972 | абсолютна першість | 12    |
| Мюнхен 1972 | командна першість  | 2     |
| Мюнхен 1972 | кільця             | 2     |
| Мюнхен 1972 | кінь               | 5     |